# Kusanovic
Kusanović es un apellido de origen croata. Su origen se remonta al año 1682, donde se menciona por primera vez en Pražnice, isla de Brač; en el año 1683 se menciona como Martinić vulgo, alias detto Kusanović; en 1709 se menciona como Gusanović y en 1708 como Martinić-Gusan. En el registro civil de Dol se menciona a un Martinić dicti Kusanović con origen siempre en Pražnica. Apodos: Barišin, Bilić, Bukalo, Curik, Čule, Demer, Guslić, Kanana, Kovač, Mihoj, Zorzin, Poštar, Selačić, Škurele y Veli. Muchos habitantes de Pražnica de apellido Kusanović se asentaron en Chile, principalmente en la región de Magallanes, como también en la Patagonia Argentina.  
Es uno de los pocos apellidos chilenos unifamiliar, lo que significa que todos los Kusanovic residentes tanto del centro como zona sur del país están conectados por lazos familiares.